# Richard Karn

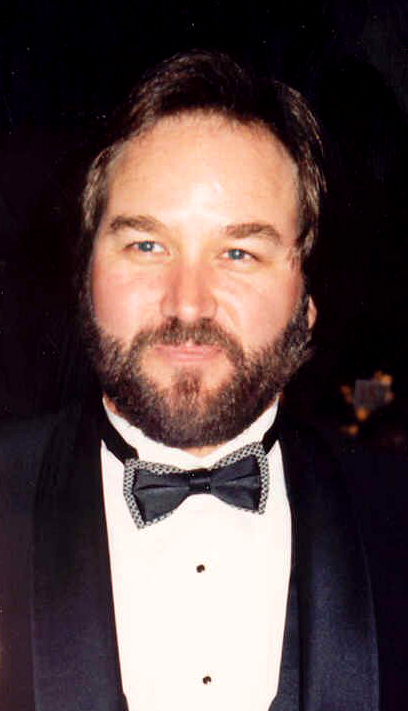
Richard Karn bij Emmy Award uitreiking in 1994

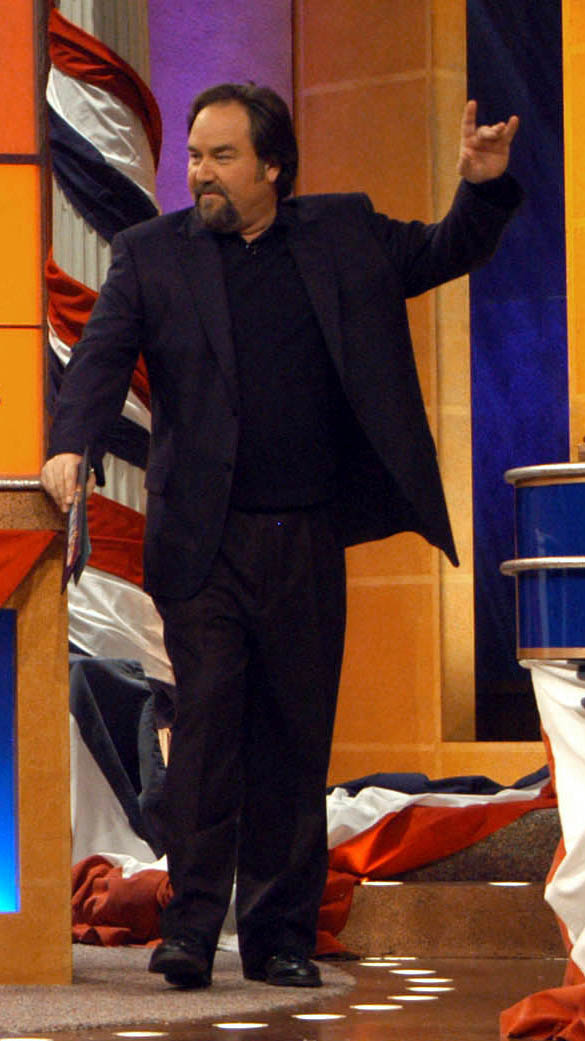
Richard Karn

Richard Karn Wilson (Seattle (Washington), 17 februari 1956) is een Amerikaans acteur.

## Biografie
Karn werd geboren in Seattle in een gezin van twee kinderen, en raakte met acteren in aanraking in de vijfde klas op de basisschool. Hij speelde in zijn jeugd veel in theaters en woonde ook voor zes maanden in Engeland. De high school heeft hij doorlopen aan de Theodore Roosevelt High School in Seattle. Later heeft hij gestudeerd aan de universiteit van Washington en haalde in 1979 zijn diploma in acteren. Karn moest zijn laatste naam Wilson verwijderen van zijn artiestennaam omdat er al een acteur bestond met de naam Wilson (Richard Wilson). Nadat hij zijn diploma haalde op de universiteit verhuisde hij naar New York en werd daar al na een week gevraagd voor een tv-commercial. In 1989 verhuisde hij naar Los Angeles
Karn begon in 1990 met acteren met de televisieserie ABC TGIF. Hierna heeft hij nog meerdere rollen gespeeld in televisieseries en films, maar hij is vooral bekend van zijn rol als Al Borland met de televisieserie Home Improvement waarin hij te zien was in 202 afleveringen (1991-1999). Voordat hij doorbrak met deze televisieserie werkt Karn als aannemer in de bouw. De eerste keus voor de rol van Al Borland was eigenlijk voor Stephen Tobolowsky maar toen het filmen begon was deze acteur niet beschikbaar en zodoende werd Karn benaderd. Karn heeft ook in verschillende commercials gespeeld in zijn leven zoals voor Michelob bier en Kodak printers.
Karn is in 1985 getrouwd en heeft hieruit een zoon (1992). Zijn vrouw speelde een aantal gastrollen in de televisieserie Home Improvement als de zus van karakter Jill.

## Filmografie

### Films
Uitgezonderd korte films.
- 2022 Carrie and Jess Save the Universe! - als computergezicht
- 2021 The Christmas Dance - als Sherman
- 2020 Horse Camp: A Love Tail - als Jerry
- 2019 Check Inn to Christmas - als Tim
- 2018 Amanda and the Fox - als rechter Weartherbee
- 2017 Christmas in Mississippi - als mr. McGuire
- 2017 F*&% the Prom - als Murphy Datner
- 2017 The Horse Dancer - als Jerry
- 2016 Stars Are Already Dead - als Jim
- 2015 Christmas Land - als Mason Richards
- 2015 A Dog for Christmas - als Kerstman
- 2015 A Perfect Christmas List - als Tim
- 2014 A Daughter's Nightmare - als Cameron
- 2013 Gordon Family Tree - als Perry Merrow
- 2011 Poolboy: Drowning Out the Fury – als Bill Witherspoon
- 2010 Head Over Spurs In Love – als Brandweerman O’Dannon
- 2008 Snow Buddies – als Patrick
- 2007 Mr. Blue Sky – als John Adams
- 2006 Air Buddies – als Patrick Framm
- 2006 The Fast One – als Gerald
- 2004 Reality School – als vinder
- 2002 Air Bud: Seventh Inning Fetch – als Patrick
- 2002 Sex and the Teenage Mind – als Stanley Heitmeyer
- 2001 MVP: Most Vertical Primate – als Ollie Plant
- 2000 The Pooch and the Pauper – als agent Dainville
- 1998 Legend of the Mummy – als Brice Renard
- 1996 Charlots of the Gods? The Mysteries Continue – als Gast
- 1996 How to Host a BBQ with Richard Karn – als Gast
- 1995 Picture Perfect – als George Thomas

### Televisieseries
Uitgezonderd eenmalige gastrollen.
- 2023 Beyond Belief: Fact or Fiction - als Bill - 2 afl.
- 2019 - 2021 PEN15 - als Fred Peters - 11 afl.
- 2017 The Bold and the Beautiful - als rechter Jon Oplinger - 2 afl.
- 2013 Last Man Standing - als Bill McKendree - 2 afl.
- 2009 Ctrl – als Arthur Piller – 10 afl.
- 1991 – 1999 Home Improvement – als Al Borland – 202 afl.

- Gemeinsame Normdatei: 1240720505
- International Standard Name Identifier: 0000 0000 3779 065X
- Library of Congress Control Number: n99021517
- MusicBrainz: 72850e3c-0b3c-46f0-b7e4-58df4ed51c02
- Nationale Bibliotheek van Tsjechië: xx0144844
- Nationale Bibliotheek van Israël: 987012385156705171
- Nederlandse Thesaurus van Auteursnamen: 149311109
- Virtual International Authority File: 23928267
- WorldCat: E39PBJbM77Pj7dBYqpmvyMJv73